# Drainage pleural

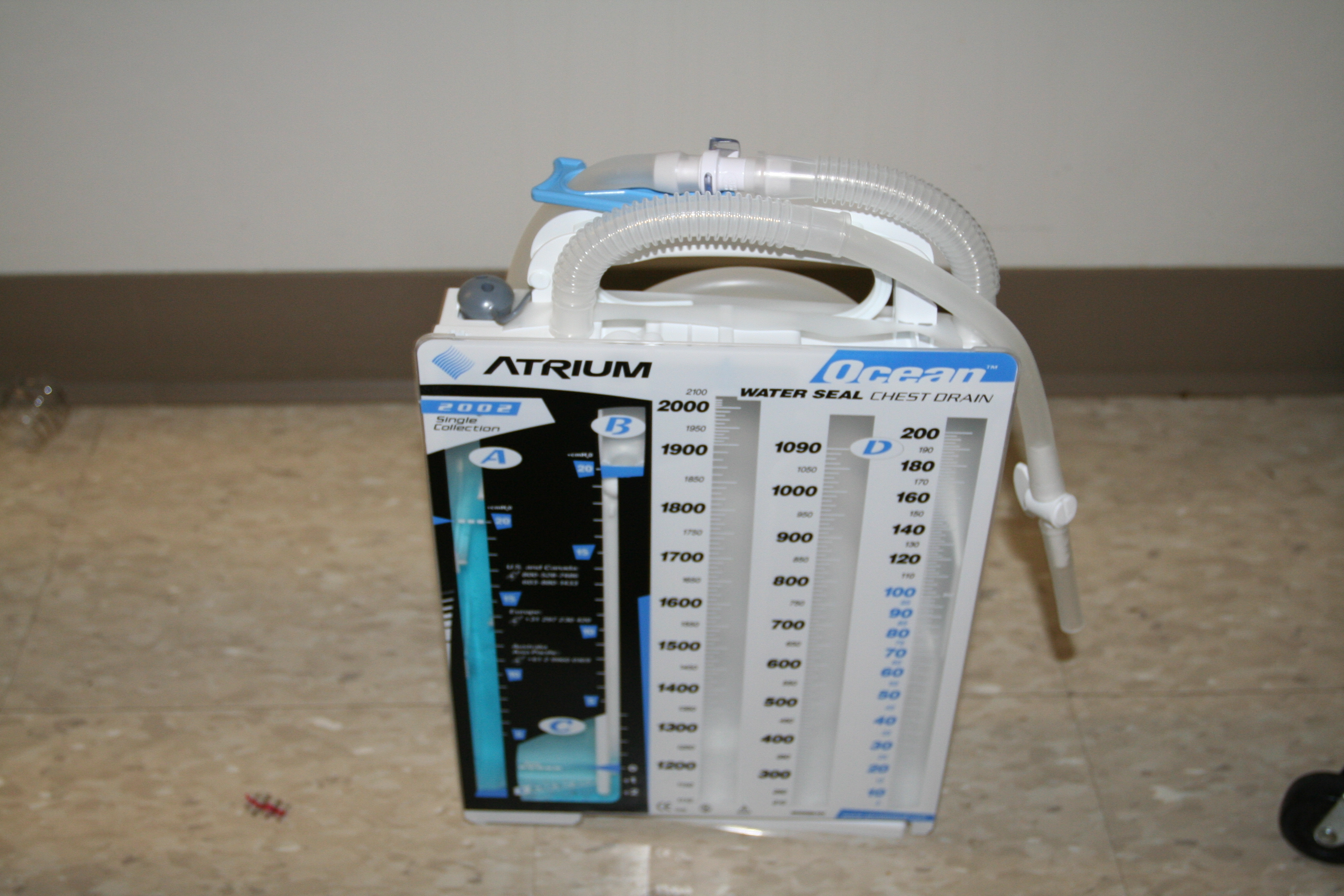
Valise de drainage pleural.

En médecine et en chirurgie, un drainage pleural est l'évacuation d'un épanchement pleural, liquidien ou gazeux, au moyen d'un tube souple raccordé, le plus souvent, à un système de siphonnage. Un drainage peut également être laissé en place après une intervention sur le thorax ou le médiastin.